# 렐레 폰스
렐레 폰스(Lele Pons, 1996년 6월 25일 ~ )는 베네수엘라계 미국의 인터넷 유명인, 유튜버, 가수, 배우이다. 바인을 통해 이름을 알리기 시작했으며, 바인에서 10억 루프를 경신한 첫 번째 유저이다. 바인 서비스 이후 활동 영역을 유튜브로 옮겨 활동 중이며, 주로 일상물이나 코미디 영상을 올린다.
2015년 타임지 선정 "가장 영향력이 큰 십대" 명단에 포함되었다. 2016년 타임지 선정 "인터넷에서 영향력이 큰 30인" 명단에도 이름이 올랐다. 2017 포브스 선정 "30 언더 30" 엔터테인먼트 부문에도 포함되었다.
마시멜로의 "Summer" 뮤직비디오, 카밀라 카베요의 "Havana" 뮤직비디오에 출연했다.